# فيلبس

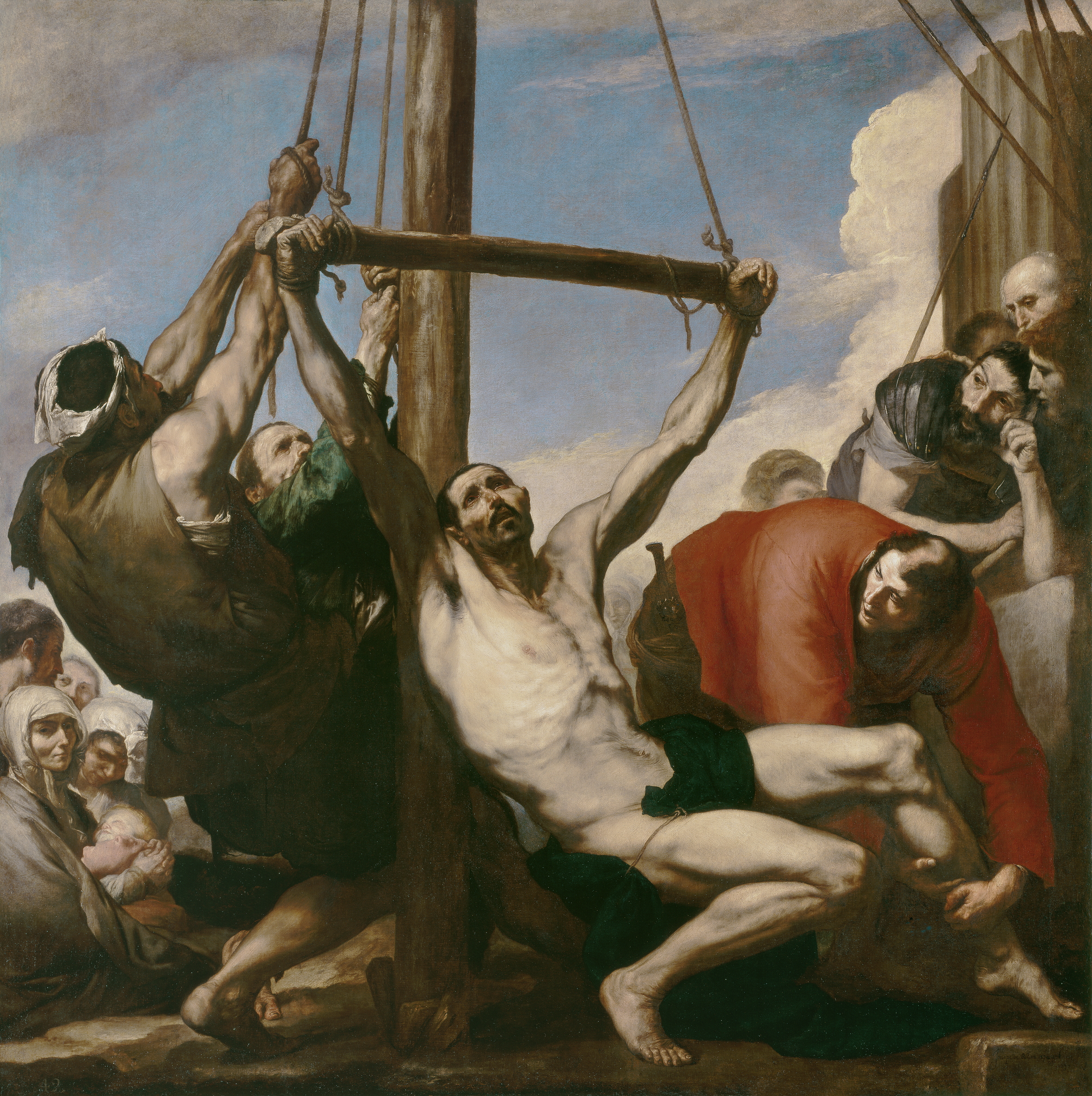
استشهاد القديس فيلبس للرسام الإسباني خوسيه ريبيرا 1639 م

فيلبس ويعرف أيضاً بالقديس فيلبس، هو واحد من رسل المسيح الإثني عشر، وكان مثل بطرس وأندراوس من سكان بيت صيدا الواقعة على بحيرة جنيسارات ـ (بحيرة طبرية) ـ ، وبحسب إنجيل يوحنا  فإن يسوع دعاه ليكون واحداً من أتباعه وهو قام بدوره بدعوة نثنائيل (الذي قد يكون برثولماوس)، وقد ورد ذكره في عدة مواقف يذكرها إنجيل يوحنا ففي (6 : 5 – 7) سأل يسوع فيلبس كم سيكلف ثمن الخبز لإطعام خمسة آلاف رجل، وفي (12 : 20 – 50) قام فيلبس بتقديم مجموعة من الهيلينيين إلى يسوع استجابة لطلبهم، وفي العشاء الأخير  سأل فيلبس يسوع بأن يريه الآب فأجابه يسوع (أَنَا مَعَكُمْ زَمَاناً هَذِهِ مُدَّتُهُ وَلَمْ تَعْرِفْنِي يَا فِيلُبُّسُ! اَلَّذِي رَآنِي فَقَدْ رَأَى الآبَ، فَكَيْفَ تَقُولُ أَنْتَ: أَرِنَا الآبَ؟).
بحسب إكليمندس الإسكندري – عاش في القرنين الثاني والثالث – أن فيلبس كان متزوجاً ولديه أولاد، وبحسب التقليد الكنسي فإنه بعد صعود يسوع للسماء وحصول تلاميذه على قوة الروح القدس لصنع المعجزات انطلق فيلبس ليبشر في الجليل ثم بلاد اليونان وسوريا وفريجيا في آسيا الصغرى، ويستشهد المؤرخ الكنسي أوسابيوس القيصري بحديث لبوليكراتوس – من القرن الثاني - عن أن فيلبس دفن في مدينة هيرابوليس، وفي فريجيا كان فيلبس يبشر برفقة برثلماوس وهناك قاما بالصلاة فأمات الله ثعباناً عظيماً كان يعيش في معبد مخصص لعبادة الثعابين وشفيا الكثير من الناس الذين تعرضوا للدغات الأفاعي، فأمر حاكم المدينة ورئيس كهنة الأوثان بقتل فيلبس وبرثلماوس صلباً، وأثناء صلبهما تزلزلت الأرض بقوة كبيرة فصلى فيلبس ليحفظ الله الناس من الأذى فهدأ الزلزال عندها طالبت الجموع بإطلاق سراح الرسولين، ولكن على الرغم من نجاة برثلماوس من الموت فأن فيلبس وحاكم المدينة ورئيس كهنة الأوثان ماتوا جميعاً في ذلك اليوم.
نسب الغنوصيون إلى فيلبس العديد من كتبهم، ككتاب إنجيل فيلبس الذي اكتُشف في منطقة نجع حمادي في مصر عام 1945 م. يُخلط أحياناً بين فيلبس أحد رسل المسيح الإثنا عشر وبين الشماس فيلبس المذكور في سفر أعمال الرسل في كتاب العهد الجديد.

## مواضيع ذات علاقة
- إنجيل فيلبس